# Arbutus menziesii
Espèce
Classification phylogénétique
Arbutus menziesii ou arbousier d'Amérique est une espèce de plante à fleurs de la famille des Ericaceae. C'est un arbre originaire d’Amérique du Nord.
Il peut être utilisé comme arbre ornemental et peut atteindre 25 mètres de haut[réf. nécessaire].

## Description

### Appareil végétatif
Arbutus menziesii est un arbre dont la fine écorce rouge orangé s'exfolie. Il mesure généralement 10 à 25 m en hauteur, mais dans de bonnes conditions il peut mesurer plus de 30 m[réf. nécessaire]. La hauteur moyenne est de 20 m pour 60 cm de diamètre, et il peut atteindre un âge avancé, soit environ 200 ans. La disposition irrégulière des branches lui confère une silhouette tordue, souvent inclinée, et une cime de forme irrégulière.
Les bourgeons sont verts, et couverts de nombreuses écailles imbriquées. Le bourgeon terminal est plus grand que les bourgeons axillaires et mesure 8 mm en moyenne. Les rameaux, vert pâle lorsqu'ils sont jeunes, sont robustes, non velus et deviennent brun rougeâtre avec l'âge. Le bois brun rougeâtre est lourd, dur, à grain fin, mais a tendance à se déformer et se fendre au séchage.
Les feuilles persistantes ont une disposition alterne et une forme simple. Elles sont portées par un pétiole ne présentant pas de stipule à la base. Elles sont ovales, assez coriaces, et mesurent de 7 à 12 cm de longueur pour 4 à 8 cm en largeur[réf. nécessaire]. De couleur vert sombre luisant sur le dessus, elles sont plus pâles et grisâtres sur le dessous, mais ne sont pas velues ; elles ont tendance à devenir rougeâtres avec l'âge. La large nervure principale, pâle, donne naissance à 20 à 30 nervures secondaires par côté de la feuille. La bordure est entière, le plus souvent lisse, mais pouvant présenter de petites dents chez les individus jeunes. Les feuilles tombent généralement lors de leur 2e saison de croissance.

### Appareil reproducteur
Au printemps, il porte des fleurs en forme de clochettes, et en automne, des baies rouges.
Les fleurs blanches, à odeur de miel, apparaissent en même temps que les jeunes feuilles. Situées en position terminale, elles sont disposées en grappes tombantes. Chaque fleur mesure environ 1 cm.
Les baies rouge-orangé ont une surface granuleuse. Elles mesurent généralement moins de 1 cm de diamètre. Elles sèchent et possèdent des barbules qui s'accrochent sur le pelage ou le plumage de plus gros animaux lors des migrations[réf. nécessaire].

## Répartition et habitat

Aire de répartition.

Il est originaire de la côte Pacifique du continent nord-américain. On le trouve du Canada (Colombie-Britannique) aux États-Unis (Oregon, Washington et Californie), sur une bande étroite bordant l'océan Pacifique.
Cette espèce aime la lumière et pousse souvent sur les rivages rocailleux du Pacifique ou en bordure de forêts, bien qu'on puisse aussi le rencontrer dans le sous-bois. Dans son aire de répartition, il a tendance à envahir les zones récemment déboisées.

## Taxinomie et systématique
Arbutus menziesii est décrit scientifiquement pour la première fois en 1813-1814 par le botaniste germano-américain Frederick Traugott Pursh dans l'ouvrage Flora Americae Septentrionalis. Le nom d’espèce est un hommage au médecin, botaniste et artiste britannique Archibald Menzies, qui avait récolté le spécimen type au cours d’un de ses voyages sur la côte pacifique de l'Amérique du Nord à la fin du XVIIIe siècle.

## Galerie

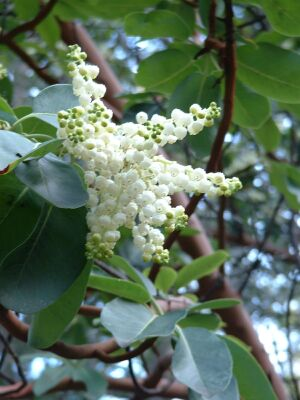
Fleurs.
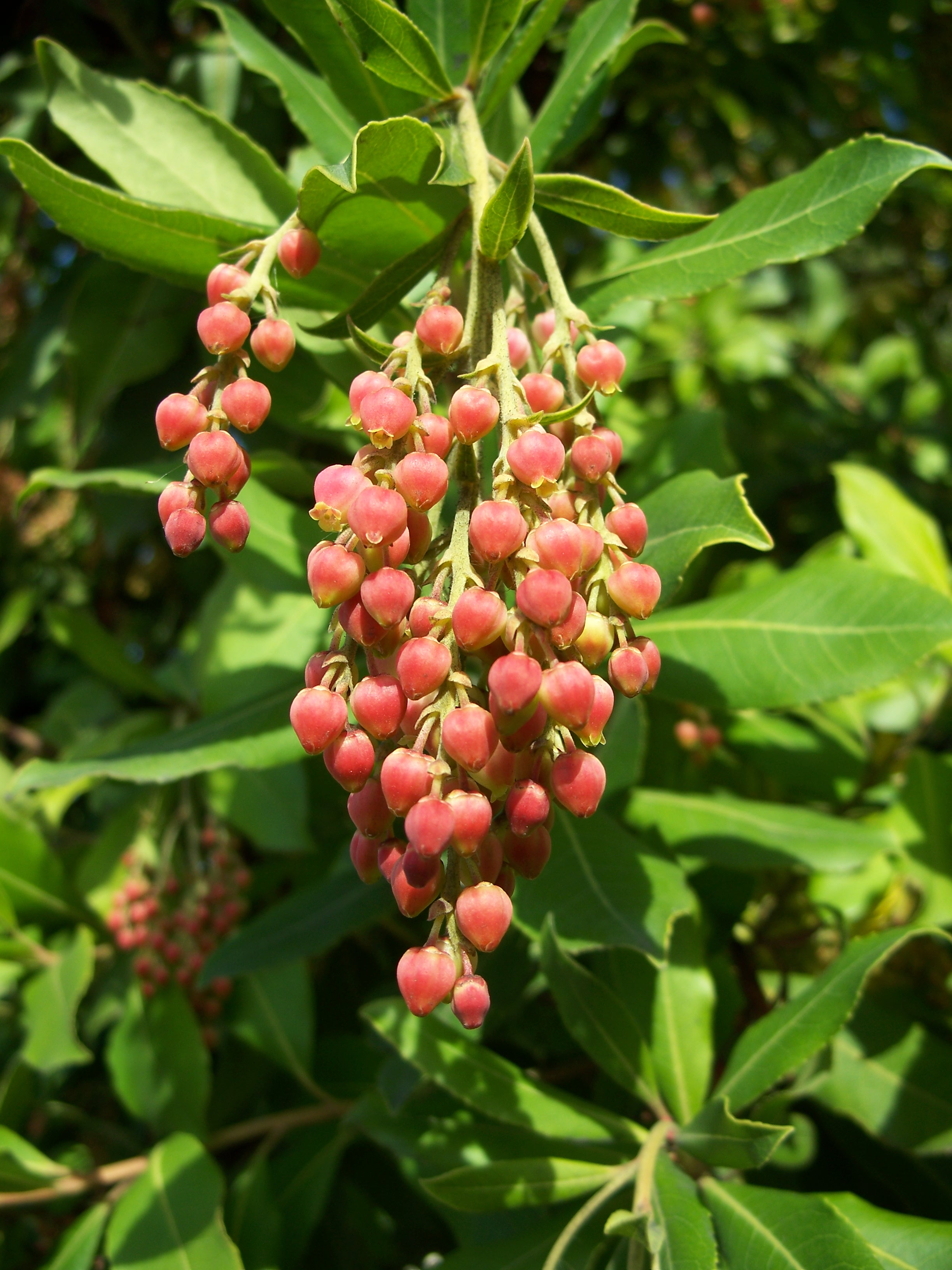
Feuille et fruits mûrs.
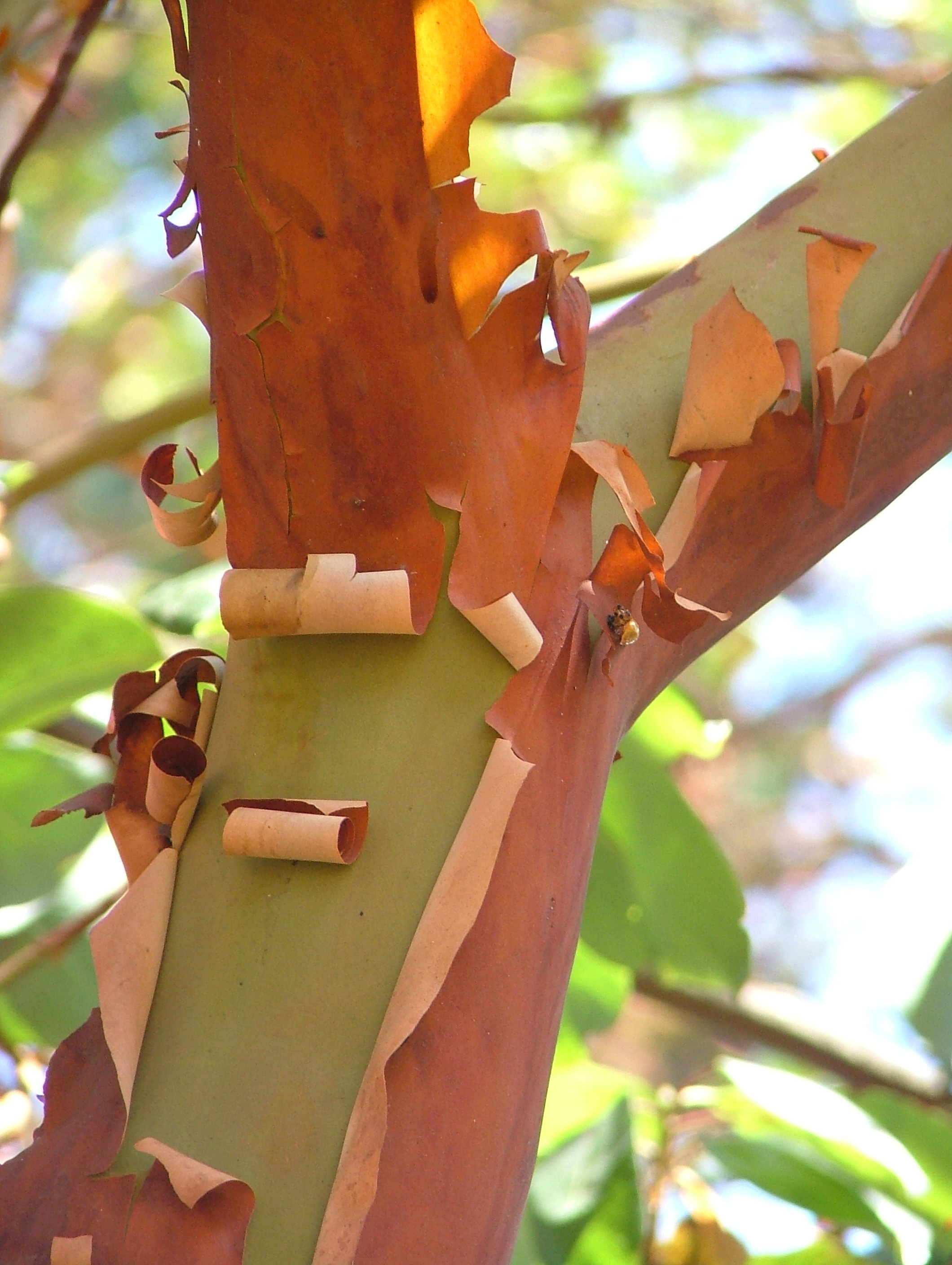
Écorce.